# Cosmopolis (Film)
Cosmopolis ist ein kanadisch-französisches Filmdrama von David Cronenberg aus dem Jahre 2012. Der Film mit Robert Pattinson in der Hauptrolle entstand nach dem gleichnamigen Roman von Don DeLillo.

## Handlung
Der im Asset Management tätige Milliardär Eric Packer (Pattinson) fährt mit seiner Stretch-Limousine quer durch Manhattan, um sich die Haare schneiden zu lassen. Aufgrund der Anwesenheit des Präsidenten und einer antikapitalistischen Demonstration in der Stadt kommt er nur im Schritttempo vorwärts. Unterwegs steigen diverse seiner Berater und ein Arzt in seinen Wagen ein und aus, er begegnet mehrere Male kurz seiner Frau und hat flüchtigen Sex mit einer Kunstagentin und einer Leibwächterin. Bei einer Fehlspekulation mit dem chinesischen Yuan verliert Packer einen Großteil seines Vermögens. Trotz oder wegen eines angekündigten Anschlags auf sein Leben erschießt Packer seinen Leibwächter und begibt sich, nachdem er sich die Haare hat schneiden lassen, freiwillig in das Gebäude, in dem der mutmaßliche Attentäter auf ihn wartet. Dieser entpuppt sich als Benno Levin, ein ehemaliger Angestellter Packers, der mit dem Mord an seinem früheren Arbeitgeber seinem desolaten Leben wieder einen „Sinn“ geben will. Packer macht keine Anstalten, Levin zu entkommen oder sich zu wehren, und schießt sich im Gegenteil mit seinem Revolver vorsätzlich durch die eigene Hand. Der Film endet mit dem Moment, als Levin seine Waffe auf Packer richtet.

## Hintergrund
Cronenberg verfasste das Drehbuch zum Film bereits vor den Dreharbeiten zu seinem Film Eine dunkle Begierde (2011) innerhalb von sechs Tagen. Seine Adaption hält sich, mit wenigen Streichungen, eng an die Romanvorlage. Zu den gestrichenen Passagen zählen die Exposition in Packers Hochhauskomplex, eine Einführung des Attentäters Benny Levin in der ersten und der zweiten Hälfte des Buchs (dieser tritt im Film erst im Finale auf) und ein Kapitel, in dem Packer seine Frau unter den Statisten eines auf den Straßen Manhattans gedrehten Films antrifft. Während im Buch die Erschießungsszene, abgesehen vom Schuss, ausführlich erzählt wird, ist diese im Film nur angedeutet. Die Währung, mit der Packer sich verspekuliert, ist im Roman nicht der chinesische Yuan, sondern der japanische Yen. Einige Szenen, die im Roman außerhalb der Luxuskarosse spielen, verlegt Cronenberg in deren Inneres.
Für die Rolle Eric Packers war ursprünglich Colin Farrell vorgesehen, der aber aus terminlichen Gründen absagen musste.
Die visuelle Gestaltung der Titelsequenz lehnte Cronenberg an die Gemälde von Jackson Pollock an. Im Abspann sind Werke von Mark Rothko zu sehen, dessen postum eröffnete „Rothko Chapel“ die Filmfigur Eric Packer erstehen will.
Cosmopolis wurde am 25. Mai 2012 in Cannes uraufgeführt und startete am 5. Juli 2012 in den deutschen Kinos.

## Kritiken
„Cronenberg erzählt die Geschichte nach dem gleichnamigen Roman von Don DeLillo mit einer betont künstlichen Gleichgültigkeit, die einerseits wunderbar zum Habitus des falschen Helden passt, die es andererseits schwer macht, auch nur irgendetwas in diesem Film packend zu finden. Je näher er sich an Eric Packer herantastet und die Untiefen seiner Seele zu ergründen versucht, desto klarer wird, dass da nichts ist, was es zu ergründen gibt. […] Robert Pattinson […] beschränkt sich darauf, mit halb abwesendem, ansatzweise verwundertem Blick an seiner Umwelt vorbeizuschauen. […] Don DeLillo hat seinen Roman "Cosmopolis" 2003 veröffentlicht, als bitteren Kommentar auf den zusammenbrechenden New-Economy-Hype. In heutigen Occupy-Zeiten wirkt er wie eine traurige Prophezeiung, die ihre Erfüllung gefunden hat. Cronenbergs Film aber wirkt nur wie das blasse Porträt eines Langweilers, dessen Zeit längst abgelaufen ist.“

„Die misslungene Verfilmung eines gelungenen Buchs […] Die Dialoge und vor allem die inneren Monologe von Cosmopolis sind ein Lesevergnügen. Im Kino wirken sie auf die Dauer ermüdend. Von DeLillos reizvollen Gedankenspielen und -sprüngen bleibt oft nicht viel mehr als Zynismus. […] Das größte Problem bleibt indes der Hauptdarsteller. Seine Figur ist in jeder Szene zu sehen. Er muss also den Film tragen und vorantreiben. Daran scheitert Pattinson.“

„Kongeniale Adaption des Romans von Don DeLillo, dessen literarische Bildersprache in ein atmosphärisch aseptisches Kammerspiel transferiert wird. Dabei wird die raumschiffgleiche Limousine zur zentralen Metapher für den Niedergang der 'i-Ökonomie'. Eine kühl reflektierende, dabei sehr sinnliche Parabel über eine egoistische Midas-Figur, die sich in ihrer virtuellen Welt verloren hat. Auf einer Metaebene werden die vom Geist der Selbstvernichtung getragenen Rituale des 'Kapitalismus als Religion' seziert.“